# Церковь Святого Николая (Инкерман)
Церковь Святого Николая — пещерный храм Загайтанского монастыря расположенный на отвесном обрыве Загайтанской скалы Мекензиевых гор на восточной окраине Инкерман. Находился на территории княжества Феодоро, относился к митрополии Херсона. Освящён в 1303 году, действовал, предположительно, до турецкого завоевания Крыма в 1475 году.

## Описание
В 2004 году киевские археологи Т. А. Бобровский и Е. Е. Чуева в центральном пещерном комплексе скалы впервые исследовали («открыли») хорошо сохранившуюся пещерную церковь с фресками византийского времени на своде и стенах, датировав сооружение XIII — первой половиной XIV века. Столь позднее исследование храма обусловлено труднодоступностью памятника: пещера находится в большом природном гроте на уровне верхних ярусов комплекса, в тыльной стене большого скального навеса размерами 20 м на 7 м, на высоте около 20—25 м от подножия и в 10—15 м ниже верхней кромки обрыва. От подножия к храму идёт достаточно пологая терраса со следами вырубленных ступеней (ныне разрушены обвалами). Допускается, что ранее по террасе проходило сообщение между разными ярусами, возможно, в древности частично имевшая вид пещерного коридора. Сейчас пещера недоступна без альпинистского снаряжения.
Храм небольшой, размерами 5 м на 3 м, устроен по традиционному для пещерных храмов Юго-Западного Крыма плану: прямоугольное помещение, разделённое на два объёма: апсида, ориентированная на северо-восток, и основное помещение (наос). с различимой Подковообразная абсида чётко выражена, свод циркульный, высотой около 3 м. Ориентирован храм алтарём на северо-восток, что довольно необычно и может быть связано с особенностями вырубки пещеры. Рядом с церковью — вторая пещера с небольшой нишей, в виде абсиды в восточном углу, могильной ямой в полу и большой ямой, заполненной костями. Вероятно, это был погребальный комплекс, в котором важную роль играл обряд перезахоронения скелетированных останков в костницы, что указывает на монашеский характер совершаемых здесь погребений. Также, исходя из несоответствия площади храма количеству расположенных рядом пещер-келий (из расчёта 1 м² на одного молящегося), первооткрыватели памятника высказывают предположение, что храм мог быть кладбищенским.
Уникальность храма — в достаточно хорошо сохранившихся средневековых фресках на стенах и потолке («образец провинциальной византийской монументальной живописи XIV—XV веков»): подобных находок в юго-восточной Европе не было более 100 лет.  Посвящение храма святому Николаю Мирликийскому до этого в Крыму не встречалось. Храм и пещерный комплекс вокруг него назывался келлией некоего монаха Ильи.

## Надпись
Надпись об освящении церкви была обнаружена вскоре после открытия памятника группой спелеологов-любителей. Под слоем штукатурки, позднее ими счищенной, на заглаженной поверхности скалы в в нише по центру «триумфальной арки» оказалась вырезанная надпись на греческом языке поздневизантийского времени, позволившая точно определить датировку и посвящение храма. Благодаря долгому нахождению под штукатуркой надпись сохранилась довольно хорошо. Текст опубликован и переведён А. Ю. Виноградовым
ср.-греч. Ἐνεκεν(ί)σθι ὁ θεῖος καὶ πάνσε-πτος ναὸς τοῦ ἐν ἁγίοις π(ατ)ρ(ὸ)ς ἡμ(ῶν) ἀρχιεράρχ(ου) καὶ θαυματουρ(γοῦ) Νι- [κ]ολ(άου) ἀρχ(ι)επισκόπ(ου) 
 Μύρ(ων) τῆς Λικίας 5 ἐν κ[ε]λλ[ίῳ] Ἡλεία μ[ον]αχοῦ ὑπὸ Ἰοά[ν]νου Σκλιροῦ τῆς ἁ- γιωτάτη[ς μ]ητρ(οπόλεως) Χερσῶνος μ(ηνὶ) Ἰουν(ίο)υ εἰς τὰ ς´, ἔτ(ει) ͵ςωια´
 в переводе гласит:
Освящён божественный и всечестной храм иже во святых отца нашего архииерарха и чудотворца Николая, архиепископа Мир Ликийских, в келлии Ильи монаха, Иоанном Склиром, святейшей митрополии Херсона, 6 июня 6811 года
Из надписи следует, что храм освящён в 1303 году, посвящён святому Николаю мирликийскому. Надпись также сообщает, что монастырь находился в то время под юрисдикцией митрополита Херсона. Возможно, что строительство храма напрямую связано с исходом монахов из города, разорённого Ногаем в 1299 году. Посвящение храма святому Николаю Мирликийскому до этого в Крыму не встречалось. Храм и пещерный комплекс вокруг него в надписи называн келлией некоего монаха Ильи (келлия — монашеское поселение, зависимое от большего монастыря).

## Фрески
Храм уникален относительно хорошо сохранившейся росписью поздневизантийского типа. Исследователи объясняют сохранность тем, что ещё в XVIII веке фасадная часть скалы обрушилась и доступ в пещеру стал невозможен. Лучше сохранились фрески в глубине церкви и на потолке, на стенах главного зала гораздо хуже. Главной причиной разрушений считают природные факторы — осыпание штукатурки от перепадов температуры и влажности, поражение грибком. Также, видимо, имело место случайное и намеренное повреждение после турецкого завоевания: церковь перестала функционировать и использовалась как загон для скота. Лики, по видимому, уничтожались намеренно в мусульманское время. Росписи постепенно разрушаются и исследователи 2020-х годов часто уже не различают сюжеты, которые опознали первооткрыватели.

На потолке алтарной апсиды размещена композиция Деисус с Христом Эммануилом в круглом медальоне с предстоящими Богородицей в пурпурной ризе слева и Иоанном Крестителем в плаще и с густой бородой справа (сохранившиеся фрагменты фигуры Христа имеют значительные утраты красочного слоя).

В нижнем ряду изображение семи святителей в рост, около полутора метров высотой. Лучше всего сохранились крайние фигуры — по две слева и справа, все в ярких богатых одеяниях. Предполагается, что с левой стороны изображены святой святой Лаврентий и Григорий Богослов — Бобровский и Чуева на момент открытия ещё различали их изображения.. Все лики почти полностью уничтожены. Центральная часть на своде не просматривается, угадываются лишь очертания круглого медальона и поддерживающего его ангела, а под ним — «один из самых выразительных фрагментов росписи» — изображение неизвестного святого, с хорошо сохранившимся ликом: авторы интерпретируют сцену, как Вознесение Господне. Фигура безбородого мужчины в красном нимбе с красной и белой обводками, с высоким открытым лбом, короткими темными волосами и усами, с поднятой на уровень груди, ладонью внутрь, левой рукой, повёрнутая влево. 

Фрески центральной части храма очень плохой сохранности. Угадываются некоторые композиции на своде, представляющие собой отдельные сцены, вписанные в прямоугольные медальоны, и в верхних частях стен. На северо-восточной стене, над алтарной аркой, просматривается сцена Благовещенья, о чём сообщает греческая надпись, плохо сохранившаяся. Слева на фреске архангел Гавриил в длинном одеянии, повёрнутый лицом к Марии (её изображение почти полностью утрачено). Ниже них, с обеих сторон, две фигуры на коленях, из которых правая сохранилась относительно хорошо, а от левой — только фрагменты. Правое — изображение седоусого мужчины с короткой бородой, в царском одеянии, украшенном жемчугом и с короной (диадемой) на голове. Мужчина на коленях, поднял вверх правую руку, левую прижал к груди и смотрит на сцену Благовещенья. Полагают, что здесь изображены ктитор храма с супругой, на средства которых произведена роспись.

На юго-восточной стене по низу свода относительно хорошо сохранившаяся сцена [Рождество Христово[|Рождества Христова]]. Полулежащая Дева Мария, обернувшаяся налево, к яслям с младенцем Иисусом. Ещё левее — три волхва в коронах и со свитками. Сверху справа, ангел, смотрящий на стоящего по правую руку от него пастуха. Ближе к выходу, по низу, плохо сохранившееся росписи, изображение Крещения и Сретенья, за которой сцена Воскрешения Лазаря. Очень плохо сохранившаяся многофигурная роспись у входа на юго-западной стене, по версии Бобровского и Чуевой, изображала Тайную Вечерю.
Ближайшие ко входу по северо-восточной стене фрески утрачены полностью, а далее к алтарю по низу с трудом угадываются сцены Преображения и Распятия. У алтарной арки, также по низу, роспись сохранилась лучше: изображение одетого в красный хитон Христа в красном нимбе с крестом. Правее — три квадратных медальона один над другим. В верхнем — погрудное изображение человека в сером одеянии с длинными волосами, который держит в руке восьмиконечных крест. В среднем — молодой безбородый мужчина в короне с косым крестом или посохом в правой руке. В нижнем — пожилой бородатый человек в такой же короне или диадеме. Предполагается что это Сошествие Христа в ад с отдельным пророческим чином. На потолке наоса изображён Иисус Ветхий Деньми — с длинной седой бородой и усами, и с красными остроконечными лучами вместо нимба вокруг головы. Некоторые сюжетные элементы росписи, как изображение Христа Эммануила в Деисусе и чаш в руках святителей в алтарной арке уникальны для византийской иконографии.